# Maureen Flannigan
Maureen Osborne Flannigan (Inglewood (Californië), 30 december 1973) is een Amerikaanse actrice.

## Biografie
Flannigan studeerde aan de University of Southern California in Los Angeles.

## Filmografie

### Films
Uitgezonderd korte films.
- 2011 25 Hill – als Maggie Caldwell
- 2010 Do Not Disturb – als Sherry
- 2005 Homecoming – als Ashley
- 2004 A Day Without a Mexican – als Mary Jo Quintana
- 2003 Written in Blood – als Jude Traveller
- 2003 Book of Days – als Frankie
- 2000 At any Cost – als Chelsea
- 1997 Goodbye America – als Angela
- 1995 She Fought Alone – als Abby
- 1994 Last Resort – als Sonja
- 1993 Teenage Bonnie and Klepto Clyde – als Bonnie

### Televisieseries
Uitgezonderd eenmalige gastrollen.
- 2009 90210 – als Leslie – 2 afl.
- 2005 Starved – als Amy Roundtree – 4 afl.
- 1998 – 2002 7th Heaven – als Shana Sullivan – 22 afl.
- 1998 Push – als Erin Galway – 8 afl.
- 1987 – 1991 Out of This World – als Evie Ethel Garland – 96 afl.

- Bibliothèque nationale de France: cb150099088 (data)
- International Standard Name Identifier: 0000 0001 1439 8900
- Library of Congress Control Number: no2005028874
- Système universitaire de documentation: 187668469
- Virtual International Authority File: 24877691
- WorldCat: E39PBJjhyJMP7DcDW69wBmyTpP